# Muntanyes Singpho
Les muntanyes Singpho (Singpho Hills) són una regió muntanyosa del sud-est del districte de Lakhimpur a Assam habitada pels singphos (coneguts com a katxins a Birmània) procedents originalment del nord de l'Irauadi però desplaçats després una mica al sud creuant la vall del Hukawng i la serra de Patkai i entrant a la vall del Brahmaputra. Van arribar al final del segle xviii i van viure de manera semiindependent; quan l'alt Assam va esdevenir britànic van oferir alguna resistència; als llocs on habitaven es van trobar nombrosos esclaus assamesos (uns sis mil) que foren alliberats pel capità Neufville, l'oficial que tenia el comandament. Cada poblat singpho estava dirigit per un cap; són l'ètnia dominant a la vall del Hukawng al sud de les muntanyes Patkai.